# サウジ・ホークス
サウジ・ホークス（アラビア語: الصقور السعودية Aṣ-Ṣuqūr as-Saʿūdīyah アッ・ソクール・ッ・サウーディーヤ、英語: Saudi Hawks）は、サウジアラビア空軍の公式デモンストレーションチームである。1998年に開隊、1999年に初の展示飛行を実施。

## 概要
機体はサウジアラビアのナショナルカラーである緑と白で塗装されている。操縦士のユニフォームは緑色、ヘルメットの色は緑と白である。展示飛行は5機のフォーメーションと、2機のペアシンクロの計7機で行われる。2016年6月末日現在もチームは健在である。

## 歴史
1980年代末、サウジアラビア空軍の首脳部は国内外での公報活動を担う展示飛行チームの創設を検討した。1988年、当時の空軍参謀総長アブドゥルアズィーズ・ヘナイディー (Abdulaziz Henaidy) は、航空相スルターン・ビン・アブドゥルアズィーズ王子 (Prince Sultan Bin Abdulaziz) の支持を取り付けて飛行チームの具体化を進め、1998年6月25日、9機のBAe ホークで編成された第88飛行隊がダーランのキング・アブドゥルアズィーズ航空基地で開隊した。開隊当初は特定の愛称は無かったが、開隊してまもなくサウジ・ホークスの公式愛称が付けられた。
開隊当初の編成は3機のホーク Mk.65と6機のホーク Mk.65Aで、このうちMk.65はカラースモークが1色しか使用できなかった。同じホークを運用しているレッドアローズは先輩格として存在し、開隊当初サウジホークスのパイロットはレッドアローズの演技を見学するためマルタやキプロスへ出張した。
展示飛行のデビューは1999年1月に首都リヤドで開催されたサウジアラビア建国100周年記念式典での展示飛行で、2000年2月にはバーレーンへ初の海外出張を行った。その後、アラブ圏だけではなく、エアタトゥーなどヨーロッパで開催される国際航空ショーにも多く参加している。